# 니나 슈템메

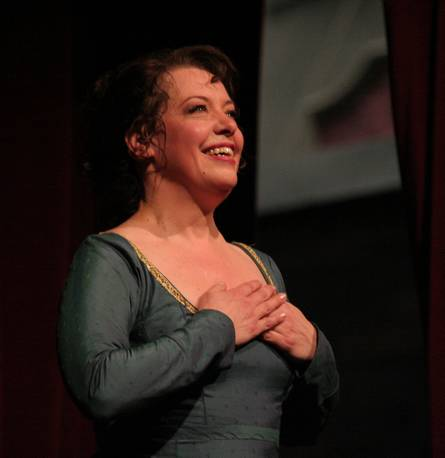
2012년

니나 슈템메(스웨덴어: Nina Stemme, 1963년 5월 11일 ~ )는 스웨덴의 소프라노 가수이다.